# Thousand Palms
Thousand Palms és una concentració de població designada pel cens dels Estats Units a l'estat de Califòrnia. Segons el cens del 2000 tenia 5.120 habitants.

## Demografia
Segons el cens del 2000, Thousand Palms tenia 5.120 habitants, 1.912 habitatges, i 1.260 famílies. La densitat de població era de 494,2 habitants/km².
Dels 1.912 habitatges en un 28,2% hi vivien nens de menys de 18 anys, en un 51,7% hi vivien parelles casades, en un 9,3% dones solteres, i en un 34,1% no eren unitats familiars. En el 26,5% dels habitatges hi vivien persones soles el 17% de les quals corresponia a persones de 65 anys o més que vivien soles. El nombre mitjà de persones vivint en cada habitatge era de 2,67 i el nombre mitjà de persones que vivien en cada família era de 3,27.
Per edats la població es repartia de la següent manera: un 25,6% tenia menys de 18 anys, un 7,1% entre 18 i 24, un 25,1% entre 25 i 44, un 19,1% de 45 a 60 i un 23% 65 anys o més.
L'edat mediana era de 39 anys. Per cada 100 dones de 18 o més anys hi havia 97,8 homes.
La renda mediana per habitatge era de 34.172 $ i la renda mediana per família de 37.500 $. Els homes tenien una renda mediana de 33.325 $ mentre que les dones 25.543 $. La renda per capita de la població era de 16.790 $. Entorn del 9,4% de les famílies i el 12,8% de la població estaven per davall del llindar de pobresa.

## Poblacions més properes
El següent diagrama mostra les poblacions més properes.